# Weekend (película)
Weekend es una película chilena del año 2009. Este drama es el largometraje debut del director Joaquín Mora, protagonizada por Francisca Benedetti, Patricio Ochoa, Sofía García y Diego Muñoz.

## Sinopsis
Francisca acaba de descubrir una infidelidad de su pareja. Desolada visita a su amigo Patricio, un hombre solitario y desencantado, junto a quien viaja a la playa en Los Vilos. En el camino recogen a una muchacha llamada Sofía, quien será el tercer personaje en disputa en el largo fin de semana que se avecina.

## Reparto
- Francisca Benedetti como Francisca.
- Patricio Ochoa como Patricio.
- Sofía García como Sofía.
- Diego Muñoz como Novio de Francisca.

## Premios
- Ganador del Premio Work in Progress, Festival de Cine de Valdivia, Chile, 2006.
- Mejor Película, Festival Internacional de Cine Digital de Viña del Mar, Chile, 2009.